# Ophiomaza fusca
Ophiomaza fusca är en ormstjärneart som beskrevs av Jean Baptiste François René Koehler 1922. Ophiomaza fusca ingår i släktet Ophiomaza och familjen Ophiothrichidae. Inga underarter finns listade i Catalogue of Life.